# Gare d'Osasco
La gare d'Osasco est une gare ferroviaire, de la ligne 8 et la ligne 9, de trains de banlieue du réseau ferroviaire métropolitain de São Paulo propriété de l'État de São Paulo. Elle est située au centre de la ville de Osasco dans l'État de São Paulo.
Mise en service en 1895, elle est exploitée, depuis 1931, par ViaMobilidade.

## Service des voyageurs

### Accueil
La gare est accessible aux personnes à la mobilité réduite.

### Intermodalité
Elle est en correspondance avec une gare routière desservie par des bus urbains et des cars interurbains. Elle est équipée de supports pour le stationnement des vélos.